# Yael Naim

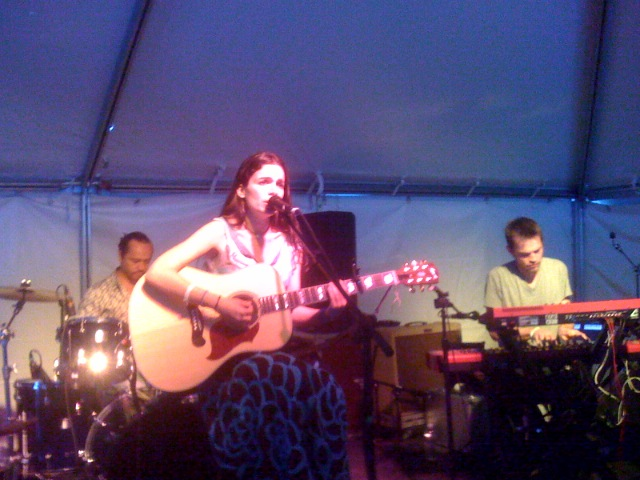
Yael Naim 2008 într-un concert

Yael Naim (n. 6 februarie 1978 în Paris; de asemenea scris și Yael Naïm sau Yaël Naïm; יעל נעים este o cântăreață și compozitoare franceză-evreică.

## Discografie
Albume
- 2001: In a Man's Womb
- 2007: Yael Naim

Singles
- 2007: Toxic
- 2008: New Soul
- 2008: Too Long